# Сан Франциско Игзаминър
„Сан Франциско Игзаминър“ (на английски: San Francisco Examiner) е безплатен ежедневник, излизащ в Сан Франциско, щата Калифорния, Съединените американски щати.
Основан е в периода между 1863 и 1865 г. (спор за точната дата все още се води) и оттогава излиза постоянно.
Тиражът му е 190 000 броя, а през уикендите достига до 250 000 броя – към януари 2007 г. Централата му се намира на ул. „Мишън“ №450.